# Frankenstein (stwór)
Stwór Frankensteina (zwany także potworem Frankensteina albo Frankensteinem) – postać fikcyjna występująca w powieści Frankenstein Mary Shelley oraz jej filmowych ekranizacjach i ich sequelach. W powieści postać ta nie posiada imienia i jest nazywana stworem lub potworem. W kulturze masowej zwykle określa się ją jako stwór Frankensteina, potwór Frankensteina lub po prostu Frankenstein od nazwiska jego twórcy – naukowca Wiktora Frankensteina.

## Pochodzenie i wygląd
Stwór Frankensteina został stworzony przez doktora Wiktora Frankensteina z ludzkich zwłok zszytych ze sobą i sztucznie wprawionych w życie. W powieści nie jest opisany sposób, w jaki naukowiec tego dokonał, jednak uważa się powszechnie, iż doktor Frankenstein złożonego przez siebie stwora ożywił przy użyciu wyładowania elektrycznego, ponieważ taką metodę stosowano w filmowych ekranizacjach powieści i ich sequelach. Stwór stworzony przez doktora Frankensteina posiadał wysoki wzrost, olbrzymią fizyczną siłę i odrażający wygląd. Oprócz tego odznaczał się dużą inteligencją i wrażliwością. Pragnął żyć w przyjaźni z ludźmi, jednak został przez nich jako odmieniec odrzucony.

## Historia
Doktora Wiktora Frankensteina zawsze fascynowała tematyka życia i śmierci. Dlatego też podjął pracę, której celem było uzyskanie możliwości ożywienia martwej tkanki. Po wielu miesiącach wytężonej pracy udaje się mu tego dokonać. Tworzy i ożywia istotę, zszytą z fragmentów trupich ciał, obdarzoną dużą inteligencją. Jednak stwór, który powstał, okazuje się mieć odrażający wygląd, nienaturalny wzrost i siłę. Wiktor jest przerażony tym, czego dokonał, i nie chce zaakceptować nowego istnienia. Nie zastanawiając się nad tym, czy potwór posiada jakieś uczucia i jak zachowanie Frankensteina wpłynie na niego, pozbywa się go i zapomina o jego istnieniu. Porzucony stwór błąka się bez celu po świecie, ale wszyscy ludzie, których spotyka na swojej drodze, odrzucają go. Coraz bardziej rozgoryczony, pewnej nocy popełnia morderstwo na osobie, która znieważyła go za jego wygląd. Tą osoba okazuje się młodszy brat Wiktora, William. Za zabójstwo zostaje skazana niewinna osoba Justine Moritz która w przeszłości została przygarnięta przez Frankensteinów. Ostatecznie, nie mogąc znieść depresji i samotności, powraca do swojego twórcy. Prosi go, żeby stworzył dla niego partnerkę – kobietę taką jak on, z którą mógłby stworzyć rodzinę. Pragnie przestać być samotny na świecie. Doktor Frankenstein przysięga spełnić jego prośbę, jednak potem zmienia zdanie, stwierdziwszy, że nie chce już eksperymentować z ludzkimi zwłokami. Stwór doprowadzony do szału złamaniem przysięgi, morduje przyjaciela Wiktora – Henryka oraz narzeczoną Wiktora – Elżbietę. Po tym czynie ucieka, wiedząc, że Wiktor będzie go ścigał. Zostawia nawet swemu stwórcy znaki, by ten zawsze mógł kierować się w tę samą stronę, co on. Ostatecznie docierają do koła podbiegunowego, gdzie stwór popełnia samobójstwo, rzucając się na jego stos pogrzebowy. Po jakimś czasie umiera też Wiktor, jednak wcześniej opowiada swoje przeżycia kapitanowi Robertowi Waltonowi, którego statek odnalazł go w pobliżu koła podbiegunowego.